# Peter Brockhaus
Peter Brockhaus ist ein deutscher Windsurf-Pionier und Unternehmer in der Windsurfbranche.
Peter Brockhaus erwarb 1972 einen der ersten Windsurfer in Deutschland. Er war einer der ersten Importeure für Windsurfboards in Europa. Um den Sport und sein Geschäft zu fördern, organisierte er Regattaserien und verbreitete die Surfschulung. 1974 gründete er die Zeitschrift Windsurfing als erste Special-Interest-Zeitschrift für den neuen Sport. 1978 verkaufte Brockhaus die Zeitschrift an den Delius Klasing Verlag, der diese in sein ein Jahr zuvor auf dem Markt platziertes Fachblatt surf integrierte. Ulrich Stanciu, Chef-Redakteur der surf, war vor dessen Erstausgabe bereits seit 1975 in der Mitgestaltung von Brockhaus’ Windsurfing beteiligt gewesen.
1976 beteiligte sich Brockhaus an der Gründung der Firma Mistral. Er initiierte die Worldcups und engagierte Robby Naish für Mistral. 1981 gründete er die Brettmarke F2.